# Frank Giering
Frank Giering est un acteur allemand, né le 23 novembre 1971 à Magdebourg (Allemagne de l'Est) et mort le 23 juin 2010 à Berlin.

## Biographie
Giering est connu en France pour avoir joué le rôle de Peter, l'un des deux tueurs psychopathes avec Arno Frisch, dans la première version de Funny Games (1997) de Michael Haneke. Sa prestation, comme celle de Frisch dans ce film fut remarquée.
On voit ensuite Giering régulièrement dans des productions télévisées. Parmi ses meilleurs rôles, Floyd dans Sebastian Schipper's Absolute Giganten (1999) et le film Baader (2002), en leader de la Red Army Faction. À partir de 2006, Giering joue dans la série télévisée de la  ZDF Der Kriminalist le rôle d'Henry Weber. Il apparaît dans 30 épisodes en 2010.
Le 23 juin 2010, Giering est retrouvé mort dans son appartement de Berlin. Les causes du décès n'ont pas été rendues publiques.

## Filmographie partielle
- 1997 : Le Château (Das Schloß) de Michael Haneke
- 1997 : Funny Games de Michael Haneke
- 1998 : Sentimental education de C.S. Leigh
- 1999 : Les Bouffons (Absolute Giganten) de Sebastian Schipper
- 2002 : Fraction armée rouge (Baader) de Christopher Roth
- 2004 : Et la nuit chante (Die Nacht singt ihre Lieder) de Romuald Karmakar
- 2006 : Esperanza de Zsolt Bács
- 2006 : La Belle et le Pirate de Miguel Alexandre

### Séries télévisées
- 1997 : Alerte Cobra (Alarm für Cobra 11 - Die Autobahnpolizei) Saison 3, épisode 1 (16 (3-01))